# Chip on Board

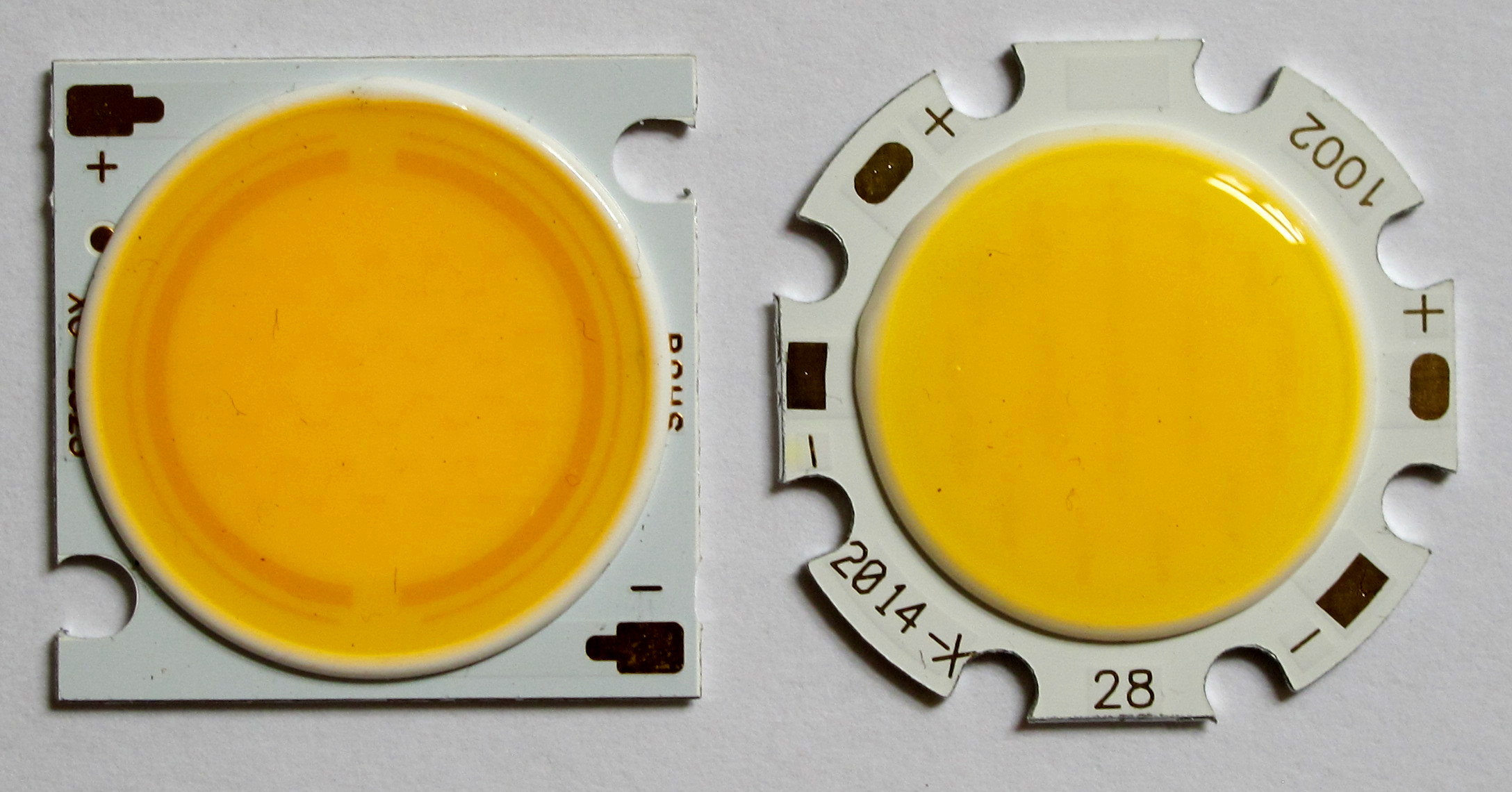
Dos mòduls COB- LED d'alta potència

Chip on board (COB) és un mètode de fabricació de plaques de circuit en què els circuits integrats (per exemple, microprocessadors) estan connectats (cablejats, connectats directament) a una placa de circuit imprès i coberts per una gota d'epoxi. En eliminar l'embalatge de dispositius semiconductors individuals, el producte acabat pot ser més compacte, més lleuger i menys costós. En alguns casos, la construcció COB millora el funcionament dels sistemes de radiofreqüència reduint la inductància i la capacitat dels cables del circuit integrat.
COB combina efectivament dos nivells d'embalatge electrònic: nivell 1 (components) i nivell 2 (plaques de cablejat), i es pot denominar "nivell 1.5". Una oblia de semiconductor acabada es talla en matrius. A continuació, cada matriu s'uneix físicament al PCB. S'utilitzen tres mètodes diferents per connectar els terminals del circuit integrat (o un altre dispositiu semiconductor) amb les traces conductores de la placa de circuit imprès.

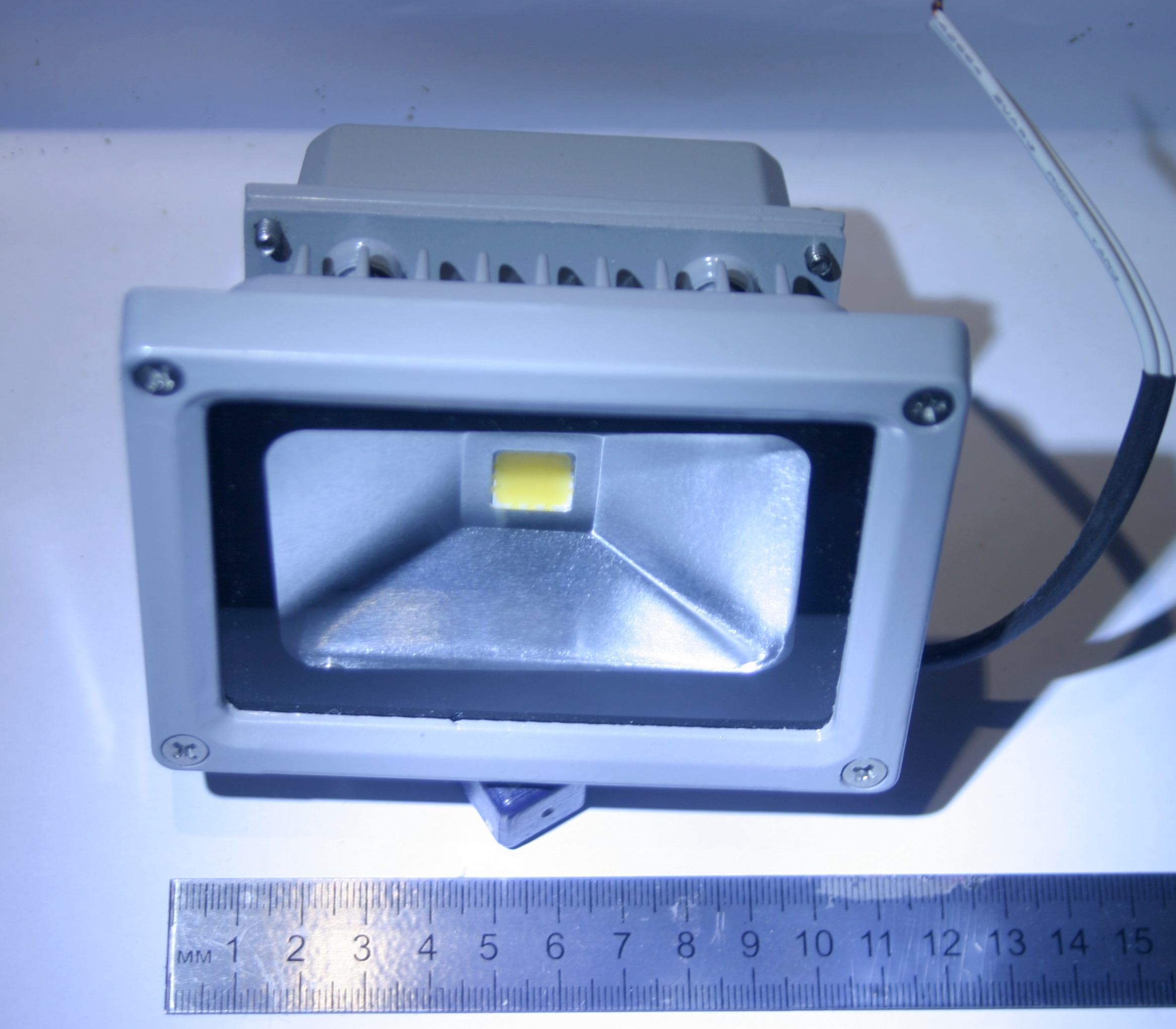
Làmpada LED per a ús exterior que conté un LED COB

A "flip xip a bord", el dispositiu està invertit, amb la capa superior de metal·lització cap a la placa de circuit. Es col·loquen petites boles de soldadura a les traces de la placa de circuit on calen connexions al xip. El xip i el tauler es fan passar per un procés de soldadura per reflux per fer les connexions elèctriques.
En "unió de filferro", el xip s'uneix al tauler amb un adhesiu. Cada coixinet del dispositiu està connectat amb un cable fi que està soldat al coixinet i a la placa de circuit. Això és semblant a la manera en què un circuit integrat es connecta al seu marc de plom, però en canvi el xip està connectat per cable directament a la placa de circuit.
En l'"enllaç automatitzat per cintes", els cables de cinta metàl·lica fina i plana s'uneixen als coixinets del dispositiu semiconductors i després es solden a la placa de circuit imprès.
Els COBs que contenen matrius de díodes emissors de llum han fet que la il·luminació LED sigui més eficient. Els COBs LED inclouen una capa de sil·lidona que conté fòsfor Ce:YAG groc que encapsula els LED i converteix la llum blava dels LED en llum blanca. Es podrien comparar amb mòduls multi xip o circuits integrats híbrids, ja que tots tres poden incorporar matrius múltiples en una sola unitat.